# Rophites anatolicus
Rophites anatolicus là một loài Hymenoptera trong họ Halictidae. Loài này được Schwammberger mô tả khoa học năm 1975.